# Dolní Věstonice (sitio arqueológico)

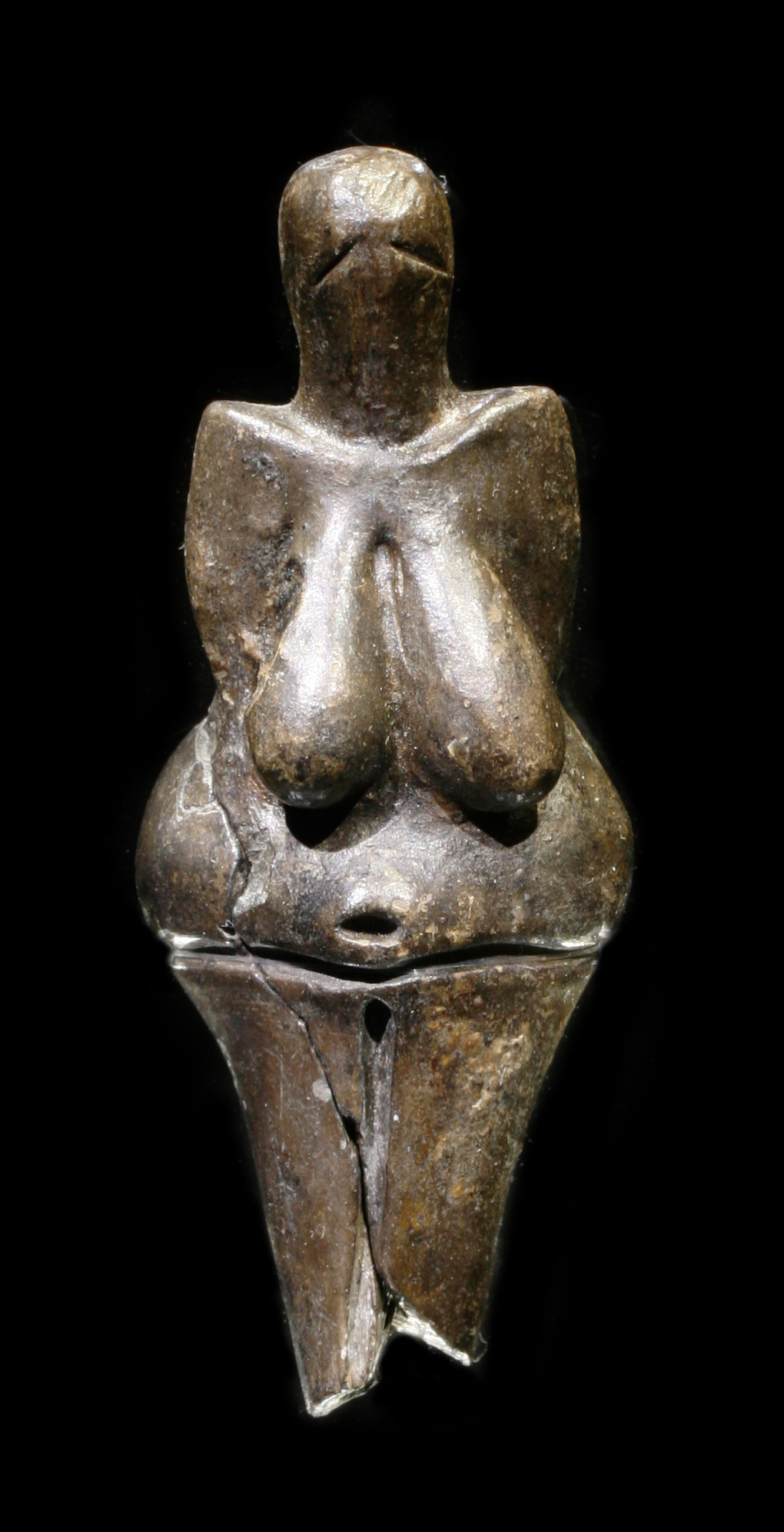
Venus de Dolní Věstonice.

El sitio arqueológico de Dolní Věstonice se encuentra en las afueras de la aldea checa de 
Dolní Věstonice, en Moravia.
En 1924, el arqueólogo checo Karel Absolon inició una exploración sistemática en los alrededores de Dolní Vestonice, ya que desde el siglo XIX se tenía noticias de que había restos arqueológicos.
El resultado fue la localización de uno de los yacimientos arqueológicos más extraordinarios del Paleolítico Superior.
Las excavaciones del lugar comenzaron poco después, deparando el hallazgo de una típica venus paleolítica, la Venus de Dolní Věstonice (que es la más famosa de este yacimiento).
Tan importante es el lugar que varias generaciones de arqueólogos llevan trabajando en él con algunas interrupciones, bajo las sucesivas direcciones de Karel Absolon, primero; Bohuslav Klíma, después, y Petr Škrdla, en la actualidad (con un equipo interdisciplinar de diversas universidades del mundo).
Hasta ahora se descubrieron tres grandes zonas de habitación del Paleolítico Superior dentro de las capas loésicas.
La primera de ellas tenía cinco viviendas con su respectivo hogar y un enorme osario que contenía desechos de un centenar de mamuts.
En los límites de este campamento se exhumó una tumba de la época, que perteneció a una mujer de unos cuarenta años, tumbada en posición fetal sobre su lado derecho, cubierta por ocre y con dos omóplatos de mamut encima.
En 1986 fue localizada otra tumba, esta vez triple, de adolescentes, tres muchachos masculinos, con unos 27 000 años de antigüedad.
La muchacha parece haber muerto por causas no naturales, y el muchacho llevaba un collar de dientes de lobo.
La segunda zona de habitación era una choza de unos seis metros de diámetro, estaba protegida de los fríos vientos periglaciares por un murete de mampostería.
El suelo de la cabaña había sido apelmazado y, a un lado, se había construido una zona más elevada de tierra apisonada.
En el centro, una especie de horno con altas paredes de barro, de modo que quedaba semienterrado, contenía numerosos objetos de arte plástico: figuras de animales y personas hechas en barro y cocidas.
Las dataciones por radiocarbono indican que el yacimiento fue habitado hace 26 000 a 28 000 años.

## Otras esculturas
En el mismo lugar de Dolní Věstonice han aparecido asombrosas esculturas de marfil, entre ellas varios rostros tan realistas que parecen retratos. y un muñeco masculino articulado.